# Nun komm, der Heiden Heiland (BWV 62)
Nun komm, der Heiden Heiland (BWV 62) is een religieuze cantate gecomponeerd door Johann Sebastian Bach.

## Programma
Deze cantate gecomponeerd voor de eerste Adventszondag werd voor het eerst uitgevoerd op 3 december 1724 in Leipzig. Op eerste Adventszondag (tevens de eerste zondag van het kerkelijk jaar) wordt de verwachting van de terugkomst van de Messias voelbaar gemaakt. Deze cantate behoort tot de zogenoemde Kerstkring van het kerkelijk jaar die loopt van de 1ste Adventszondag tot de 4e zondag na Epifanie of Driekoningen. Daarna start de Paaskring omvattende 50 dagen voor en 50 dagen na Pasen.
Deze cantate behoort tot de tweede cantatejaargang van Bach. In de tweede cantatejaargang nam Bach elke week een koraal als uitgangspunt van de cantate en werd dit koraal precies gevolgd. In deze cantate komt de tekst en de sopraanmelodi van het openingskoor en het slotkoraal letterlijk overeen met het eerste en laatste couplet. De tussenliggende aria's en recitatieven zijn bewerkingen van de teksten van de tussenliggende coupletten van het koraal.
Bijbellezingen:
- Romeinen 13, 11-14 "De nacht loopt ten einde, de dag is genaderd"
- Matteüs 21, 1-9 "Zegt tot de dochter van Sion: zie je koning komt tot je"

## Tekst
De tekst van het eerste en het laatste couplet is van Maarten Luther, die de hymne uit 397 "Veni redemptor gentium" (Kom, Verlosser der volkeren) in het Duits vertaalde tot het koraal Nun komm, der Heiden Heiland. De bewerkingen van de tussenliggende aria's en recitatieven is gedaan door een onbekende tekstdichter, maar dit zou mogelijk Bachs vaste tekstdichter uit die tijd Picander kunnen zijn.
1. Koor: Nun komm, der Heiden Heiland
2. Aria: Bewundert, o Menschen, dies große Geheimnis
3. Recitatief: So geht aus Gottes Herrlichkeit und Thron
4. Aria: Streite, siege, starker Held!
5. Recitatief (duet): Wir ehren diese Herrlichkeit
6. Koraal: Lob sei Gott, dem Vater, g'ton

## Bezetting
De cantate is geschreven voor hoorn, hobo, viool, altviool en basso continuo

## Toelichting
Het openingskoor is feestelijk vanwege de aanstaande komst van de Messias, maar in vergelijking met bijvoorbeeld de eerste cantate uit het Weihnachtsoratorium (gecomponeerd voor eerste Kerstdag), is de feestelijkheid nog wel enigszins gematigd door de vrij sobere instrumentenkeuze. Zoals gebruikelijk is de koraalmelodie in het openingskoor te horen in de sopraanpartij, die de melodie met lange noten zingt. De andere stemmen zingen tegenmelodieën of versterken de koraalmelodie door eerder of later in te zetten. De koraalmelodie is ook enkele malen in de muzikale begeleiding te horen. De aria voor tenor Bewundert, o Menschen, dies große Geheimnis is feestelijk en dansachtig: feestelijk vanwege de verwachte aanstaande geboorte van Christus en dansachtig om nog extra aan te geven dat Jezus naar de aarde komt. Het volgende recitatief voor bas is een inleiding voor de aria bas: plotseling komt de kwetsbaarheid van het kind naar voren. De aria Streite, siege, starker Held! (ook wel de "strijdaria" genoemd) benadrukt de strijd die Christus moet leveren. Hiermee wordt verwezen naar de traditionele Bijbellezing voor eerste Adventszondag: de intocht van Jezus in Jeruzalem op Palmzondag, waarbij Jezus als een nieuwe koning die Jeruzalem moest bevrijden van de Romeinen werd onthaald. De strijkers spelen een octaaf hoger mee met de basso continuo mee, waarmee de melodie van de bas wordt benadrukt.. Na de tweede aria volgt een recitatief voor sopraan en alt met continue begeleiding. Het contrast met de voorafgaande aria is groot. Het slotkoraal is -zoals gebruikelijk- een eenvoudige vierstemmig stuk waarin het koor het laatste couplet van het koraal zingt.